# Stucchi
Stucchi is een historisch merk van motorfietsen.
Prinetti e Stucchi, later Stucchi & Co., Milano (1901-1927).
Beroemde Italiaanse pionierfabriek die velerlei gemotoriseerde voertuigen maakte. Bekende constructeurs als Ettore Bugatti, Carlo Leidi en Adalberto Garelli verdienden er hun brood.
De Stucchi-motorfietsen waren meestal grote V-twins. Na 1918 kwamen er 346-, 496-, 746- en 996 cc-machines met JAP- en Blackburne-motoren.
Tot in de jaren vijftig maakte Stucchi onderdelen voor andere merken en ook importeerde men de 18 cc Lohmann-Diesel clip-on motoren.
- Zie ook Prinetti & Stucchi.